# 428 a.C.

## Eventos
- 88a olimpíada; Símaco da Messênia vence o estádio.[1]
- Tito Quíncio Peno Cincinato, pela segunda vez, e Aulo Cornélio Cosso, cônsules romanos.

## Nascimentos
- Platão, filósofo grego (m. 348 a.C., datas aproximadas)

## Mortes
- Anaxágoras de Clazômenas, filósofo (data aproximada)